# Американські бандити: Френк і Джессі Джеймс
«Американські бандити: Френк і Джессі Джеймс» (англ. American Bandits: Frank and Jesse James) — американський вестерн 2010 року.

## Сюжет
Після того, як Джессі Джеймса поранили, його банда розділяється, щоб через чотири дні зустрітися в покинутому місті Джіла Вельс. Але, коли вони зустрічаються, виявляють, що рішучий Маршал Кейн влаштував їм справжню пастку.

## У ролях
- Пітер Фонда — Маршал Кейн
- Тім Ебелл — Френк Джеймс
- Джеффрі Комбс — Ед Басс
- Джордж Стульц — Джессі Джеймс
- Майкл Галіо — Отіс
- Ентоні Тайлер Куінн — Бердітт
- Сірі Барук — Керрі
- Йен Патрік Вільямс
- Тед Монте — Тайлер
- Кріс Вейр — Кобб
- Френк Росс — Харлі
- Пітер Шерайко
- Лорен Екстром — Мері
- Джейк Торнтон
- Патрік Горман — бармен
- Патрік Моран — солдат
- Ренді Малкі — Джед